# Caines
För andra betydelser, se Caines (olika betydelser).
Caines är ett cigarettmärke från House of Prince.
I Sverige finns Caines-cigaretterna i sk. balanced taste, men i grannlandet Danmark även i classic taste. Lanseringsår okänt.

## Caines Balanced Taste
- Tjära 7 mg
- Nikotin 0,6 mg
- Kolmonoxid 6 mg

## Caines Classic Taste
- Tjära 10 mg
- Nikotin 0,7 mg
- Kolmonoxid 10 mg